# Sven Hüber
Sven Hüber (* 1964 in Görlitz) ist ein ehemaliger Politoffizier der Grenztruppen der DDR und heute Vorsitzender des Hauptpersonalrates der Bundespolizei.

## Leben
Hüber studierte von 1983 bis 1987 Gesellschaftswissenschaften an der Offiziershochschule „Rosa Luxemburg“ der Grenztruppen in Suhl. In seiner Diplomarbeit mit dem Titel Der Bundesgrenzschutz als Instrument imperialistischer Macht- und Herrschaftssicherung führte er aus, der Bundesgrenzschutz (heute Bundespolizei) habe im Rahmen der von der Bundesrepublik verfolgten imperialistischen Konfrontationsstrategie den Auftrag, den Sozialismus auszumerzen, wozu auch kriegerische Mittel gehörten. Nach dem Ende der DDR gab Hüber an, er habe die Arbeit „allein zum Zwecke der Erlangung des Diploms gefertigt, ohne davon, was er da geschrieben hat, inhaltlich überzeugt zu sein“.
Im Anschluss an sein Studium, von Ende August 1987 bis zum Fall der Mauer am 9. November 1989, diente er im Grenzregiment 33 (Berlin-Treptow) zunächst als Politoffizier und stellvertretender Kompaniechef, ab Herbst 1988 dann als sogenannter Jugendinstrukteur. Seine Tätigkeit beinhaltete dabei die politische Schulung und Indoktrination der Grenzsoldaten. Vor Gericht sagte Hüber rückblickend, er habe nur Jugend- und Freizeitarbeit der FDJ geleistet. „Das hat unsere Kanzlerin auch gemacht.“ Beispielsweise habe er Sommerparties, Jugendtourist-Reisen, kulturelle Veranstaltungen und Solidaritätsaktionen organisiert sowie Beiträge kassiert und FDJ-Sekretäre angeleitet.
Nach der Deutschen Wiedervereinigung konnte Hüber seine Karriere beim Bundesgrenzschutz, der heutigen Bundespolizei, nahtlos fortsetzen. Hüber ist Erster Polizeihauptkommissar und als Vorsitzender des Hauptpersonalrates (HPR) der Bundespolizei beim Bundesministerium des Innern vom Dienst freigestellt. In seiner Position ist er Berichterstatter des HPR für den Aufstieg in den höheren Polizeivollzugsdienst. Er entscheidet also mit, wer in die höchsten Ränge aufsteigt. Außerdem ist Hüber stellvertretender Vorsitzender der Gewerkschaft der Polizei – Bezirk Bundespolizei.
Auftritte in den Medien und in der Öffentlichkeit
Einer breiteren Öffentlichkeit bekannt wurde Hüber seit 1999 als Polizeigewerkschafter durch Stellungnahmen zu verschiedenen Themen mit Bundespolizei-Bezug, sowohl in Massenmedien (unter anderem Der Spiegel, Focus, Süddeutsche Zeitung, Die Welt, Berliner Morgenpost) als auch durch einen selbst verfassten Artikel in der gewerkschaftseigenen Monatszeitung Deutsche Polizei. Gemeinsam mit dem damaligen Bundesinnenminister Otto Schily trat Hüber im Juli 2002 vor den Journalisten der Bundespressekonferenz auf, außerdem gehörten Gespräche mit hochrangigen Abgeordneten des Bundestages zu seinem Tätigkeitsbereich als hoher Gewerkschaftsvertreter.
Das WDR-Schulfernsehen produzierte 2002 mit Sven Hüber als Zeitzeuge einen Film über Jugend in der DDR, den der Sender für Schüler „ab dem 8. Schuljahr“ empfahl. In dem Film heißt es: „1964 in Görlitz geboren, gehört Sven Hüber zu der DDR-Generation, für die die Mauer und das geteilte Deutschland eine Selbstverständlichkeit, ja fast schon ein ‚Naturereignis‘, ist. […] Nach der Schulzeit meldet sich Sven freiwillig zu den Grenztruppen und startet seine Offizierslaufbahn. Ein Dienst, der nur für ausgewählte Soldaten in Frage kommt, denn die Grenze ist die Achillesferse des Landes.“
Im Berliner Mauer-Museum „Haus am Checkpoint Charlie“ hielt Hüber um 2003 als durch seine ehemalige Führungsfunktion bei den DDR-Grenztruppen ausgewiesener Experte 47 Vorträge über das DDR-Grenzregime und berichtete interessierten Laien von seinen Erfahrungen. Auch in der Berliner Erinnerungsstätte Notaufnahmelager Marienfelde, die den deutsch-deutschen Fluchtbewegungen gewidmet ist, hielt er 2003 einen öffentlich angekündigten Fachvortrag.
2004 protestierte Hüber in einem in der Berliner Zeitung veröffentlichten Leserbrief – als Privatmann, ohne Hinweis auf seine frühere oder aktuelle berufliche Tätigkeit – gegen die Nominierung Hubertus Knabes zum Leiter der Gedenkstätte Hohenschönhausen: Dieser habe sich mit dem Kommentar, 1945 hätte es „keine Befreiung, sondern nur den Beginn einer neuen Diktatur“ gegeben, „disqualifiziert“ und „in die deutschnationale Ecke“ begeben.

## Juristische Auseinandersetzung um Hübers DDR-Vergangenheit und Persönlichkeitsrechte
Zwischen 2005 und 2007 geriet Hüber durch einen von ihm angestrengten Rechtsstreit in den Mittelpunkt einer politischen und gesellschaftlichen Kontroverse, die sich um Fragen sowohl der Pressefreiheit als auch der politisch-moralischen Verantwortung ehemaliger Funktionsträger der DDR drehte.
2004 erwähnte der Autor Roman Grafe in seinem Buch Deutsche Gerechtigkeit – Prozesse gegen DDR-Grenzschützen und ihre Befehlsgeber, dass Hüber 1989 als Politoffizier im Berliner Grenzregiment 33 (Treptow) diente. In Hübers Abschnitt wurde am 5. Februar 1989 Chris Gueffroy, das letzte Opfer, das durch Waffeneinsatz an der innerdeutschen Grenze ums Leben kam, erschossen.
Grafe gibt Hüber in seinem Buch indirekt eine moralische Mitschuld am Tod des DDR-Flüchtlings. Hüber klagte vor dem Landgericht Berlin gegen die Verbreitung des Buches in der vorliegenden Fassung. Hüber wies eine Mitverantwortung für die Ermordung Gueffroys von sich und forderte unter Berufung auf seine Persönlichkeitsrechte den Schutz seiner Anonymität. Es gebe, so Hüber, kein öffentliches Interesse an der Nennung seines Namens.
Das Berliner Landgericht folgte der Argumentation Hübers und untersagte mit Urteil vom 2. Februar 2006 dem Siedler Verlag die weitere Verbreitung der Publikation. Mit der gleichen Begründung wurde der Süddeutschen Zeitung eine Berichterstattung über das Verfahren untersagt. Auch der Frankfurter Allgemeinen Zeitung ließ Hüber untersagen, ihn als Kläger in dem Streitfall öffentlich zu identifizieren. Ähnliche Unterlassungserklärungen erwirkte Hüber gegen die Berliner Zeitung, das Deutschland-Archiv sowie die Neue Zürcher Zeitung. Ohne Hinweis auf die juristische Auseinandersetzung um das Buch hatte sich Hüber bereits darum bemüht, dass seine in einer Liste von Referenten des Mauermuseums „Haus am Checkpoint Charlie“ enthaltene Kurzbiografie aus dem Internet entfernt wurde, in der er als ehemaliger stellvertretender Kompaniechef und Stabsoffizier im Treptower Grenzregiment 33 ausgewiesen war.
Im Dezember 2006 veröffentlichte die Internationale Gesellschaft für Menschenrechte einen Protestaufruf gegen die Entscheidungen des Landgerichts Berlin unter dem Titel „Eine Zensur findet statt – Angriff auf die Pressefreiheit“, der von mehreren Medien aufgegriffen wurde. Ihm schlossen sich die Robert-Havemann-Gesellschaft sowie zahlreiche bekannte Künstler, Publizisten, Juristen, Wissenschaftler, Politiker, Polizeibeamte und ehemalige DDR-Bürgerrechtler an (darunter Ralph Giordano, Wolf Biermann, Wolfgang Thierse, Freya Klier, Walter Kempowski, Erich Loest, Heinrich Breloer). Hüber setzte in Analogie zu den vorangegangenen Unterlassungsklagen erfolgreich durch, dass der öffentliche Aufruf zurückgezogen wurde. Gleichzeitig nahm ihn der Bezirksvorsitzende der Gewerkschaft der Polizei für die Bundespolizei im Namen der GdP angesichts der Kritik an seinem Vorgehen in Schutz und lobte seinen Vorstandskollegen Hüber gegenüber Unterzeichnern des Aufrufs ausdrücklich als einen Mann, der sich „ganz intensiv mit seiner Vergangenheit auseinandergesetzt“ habe.
Der Verlag und Grafe sowie die Süddeutsche Zeitung legten gegen die Entscheidungen des Landgerichts Berufung ein. Am 16. und 19. März 2007 wurden daraufhin vom Kammergericht Berlin sowohl das Verbot der namentlichen Nennung im Buch als auch das Verbot der identifizierenden Medienberichterstattung aufgehoben.
Der Bundesgerichtshof (BGH) lehnte im September 2007 eine Beschwerde Hübers gegen die Nichtzulassung der Revision ab. Hüber erhob gegen diese Entscheidung eine Anhörungsrüge, die im November 2007 abgewiesen wurde. Laut Süddeutscher Zeitung wurde er in dem Rechtsstreit von der Gewerkschaft der Polizei (GdP) finanziell unterstützt, deren stellvertretender Bezirksvorsitzender Hüber damals war.